# Miller City (Ohio)
Pour les articles homonymes, voir Miller City.
Miller City est un village américain situé dans le comté de Putnam, dans l'Ohio. Selon le recensement de 2010, sa population est de 137 habitants.